# Ursula Krone-Appuhn
Ursula Krone-Appuhn geb. Appuhn (* 25. September 1936 in Nordhausen; † 17. Dezember 1988 in Haar) war eine deutsche Politikerin (CSU).

## Leben und Beruf
Nach dem Abitur studierte Krone-Appuhn Rechtswissenschaften und Russisch. Sie war mit Konrad Hermann Krone, einem Sohn des Bundestagsabgeordneten und Bundesministers Heinrich Krone, verheiratet und hatte vier Kinder.

## Partei
Krone-Appuhn schloss sich 1958 der CDU an. 1962 wechselte sie zur CSU. Als Nachfolgerin von Centa Haas wurde sie 1973 zur Landesvorsitzenden der Frauen-Union der CSU gewählt und übte das Amt bis 1981 aus.

## Abgeordnete
Krone-Appuhn wurde bei der Bundestagswahl 1976 in den Deutschen Bundestag gewählt, dem sie bis 1987 angehörte. Sie zog in allen drei Wahlperioden über die Landesliste Bayern ins Parlament ein und war Mitglied des Verteidigungsausschusses.